# Argo (sous-marin, 1936)
Pour les articles homonymes, voir Argo (sous-marin) et Argo.
Le Argo est un sous-marin, navire de tête de la classe Argo, en service dans la Regia Marina à partir de 1936 et ayant servi pendant la Seconde Guerre mondiale.

## Caractéristiques
Les sous-marins de la classe Argo déplaçaient 809,798 tonnes en surface et 1 018,732 tonnes en immersion. Les sous-marins mesuraient 63,15 mètres de long, avaient une largeur de 6,9 mètres et un tirant d'eau de 4,46 mètres. Leur équipage comptait 40 à 46 officiers et hommes d'équipage.
Pour la navigation de surface, les sous-marins étaient propulsés par deux moteurs diesel FIAT de 750 chevaux (559 kW), chacun entraînant un arbre d'hélice. En immersion, chaque hélice était entraînée par un moteur électrique CRDA de 400 chevaux-vapeur (298 kW). Ces moteurs électriques étaient alimentés par une batterie d'accumulateurs au plomb composée de 108 éléments. Ils pouvaient atteindre 14 nœuds (26 km/h) en surface et 8 nœuds (15 km/h) sous l'eau. En surface, la classe Argo avait une autonomie de 10 176 milles nautiques (18 846 km) à 8 noeuds (15 km/h); en immersion, elle avait une autonomie de 100 milles nautiques (190 km) à 3 noeuds (5,6 km/h).
Les sous-marins étaient armés de six tubes lance-torpilles internes de 53,3 centimètres (21 pouces), quatre à l'avant et deux à l'arrière, pour lesquels ils transportaient un total de 10 torpilles. Ils étaient également armés d'un seul canon de pont de 100 millimètres OTO 100/47, à l'avant de la tour de contrôle, pour le combat en surface. L'armement antiaérien léger était constitué de deux mitrailleuses Breda Model 1931 de 13,2 mm.

## Construction et mise en service
Le Argo est construit par le chantier naval Cantieri Riuniti dell'Adriatico (CRDA) de Monfalcone en Italie, et mis sur cale le 15 octobre 1931. Il est lancé le 24 novembre 1936 et est achevé et mis en service le 31 août 1937. Il est commissionné le même jour dans la Regia Marina.

## Historique
Une fois entré en service, le Argo est officiellement affecté au 42e Escadron de sous-marins basé à Tarente, mais en réalité il opère en capacité d'entraînement dans le nord de l'Adriatique jusqu'en 1938.
En mars 1939, il est envoyé en mer Rouge pour tester ses performances dans les mers chaudes, puis revient en Méditerranée au printemps 1940.
Au début du mois de juillet 1940, il est envoyé à environ 70 milles nautiques (130 km) au sud de Punta Asinara pour intercepter la Force H britannique, naviguant d'Oran, où elle avait attaqué des unités françaises dans le port, à Gibraltar, mais il revient à sa base de La Maddalena sans avoir vu de navires ennemis,.
Il effectue quelques autres missions offensives infructueuses au sud des côtes sardes et il est alors décidé de l'envoyer en Atlantique.
Le 2 octobre 1940, le Argo quitte La Spezia sous le commandement du lieutenant de vaisseau (tenente di vascello) Alberto Crepas. Six jours plus tard, il traverse le détroit de Gibraltar. Puis, après avoir atteint son propre secteur d'opérations au sud du cap Saint-Vincent, le 12 octobre, il se déplace à l'ouest du cap Mondego sur la côte portugaise, où il aperçoit un navire marchand armé et lance sans succès une torpille de 600 mètres sur lui. Une fois à la surface, il tente de le frapper avec son canon, mais il n'y parvient pas à cause de la mer agitée,. Le 19 octobre, il se dirige vers Bordeaux, où se trouve la base italienne de Betasom, où il arrive après cinq jours de navigation.
Le 22 novembre 1940, le sous-marin part pour sa deuxième mission, cette fois à l'ouest de la côte irlandaise; il y arrive le 28 octobre,. Le 1er décembre 1940, dans la nuit, il attaque le destroyer canadien NCSM Saguenay en lançant une torpille, ce qui est couronné de succès. Le navire perd la proue et est immobilisé avec 21 morts . Le lancement d'une deuxième torpille manque la cible mais le navire, remorqué à Barrow-in-Furness, doit de toute façon être réparé jusqu'en mai 1941. Le lendemain, il attaque un convoi de huit à dix navires marchands en tirant des torpilles sur un petit navire mais sans le toucher. Repéré, il subit un bombardement de 96 grenades sous-marines qui dure cinq heures mais ne cause que de légers dégâts,.
Le 4 décembre, à 12h55, il est forcé de plonger par l'attaque d'un hydravion Short Sunderland,, tandis que le lendemain, il frappe avec une torpille et coulé le bateau à moteur britannique Silverpine (5 066 tonneaux de jauge brute ou GRT) et subit une chasse aux grenades sous-marines de 24 heures qui dure environ quatre heures et qui cause peu de dégâts. À partir du 6 décembre, le sous-marin se retrouve pendant plusieurs jours à lutter contre une violente tempête, qui provoque plusieurs dégâts, l'obligeant à faire le trajet du retour, et jette à la mer - le 11 décembre - le commandant en second, le lieutenant Alessandro De Santis, qui disparaît,. Le 12 décembre, le Argo accoste à Bordeaux, puis reçoit des travaux de maintenance,.
Le 27 février 1941, il s'embarque pour sa troisième mission, toujours à l'ouest de l'Irlande. Le 7 mars, il doit plonger parce qu'il est attaqué par un hydravion Short Sunderland. Deux jours plus tard, il arrive dans son secteur d'embuscade et le même jour, il tente de frapper un transport, qui s'éloigne cependant favorisé par la brume. Le 22 mars, il entame le voyage de retour.
Lors de la mission suivante, il est envoyé à l'ouest du détroit de Gibraltar, où il arrive le 25 mai 1941; quatre jours plus tard, il repère un important convoi et lance le signal de découverte, mais, alors qu'il se prépare à attaquer, il est détecté par des unités d'escorte et bombardé avec environ quatre-vingt-dix grenades sous-marines, en sortant cependant indemne. Le 5 juin, il s'installe dans les eaux au large de Lisbonne et deux jours plus tard, il reprend sa route. Le 8 juin, il est endommagé après une lourde poursuite menée par des chasseurs-sous-marins, mais quatre jours plus tard, il réussit quand même à atteindre sa base,.
Le 11 octobre, il quitte Bordeaux pour retourner en Méditerranée. Deux jours plus tard, il échappe, dans le golfe de Gascogne, à une attaque de 4 bombes lancées par un Consolidated XP4Y Corregidor. Le 20 octobre, il passe, par très mauvais temps, le détroit de Gibraltar, devant également plonger (près du cap Malabata) car trois navires d'escorte sont repérés. Le 24 octobre 1941, il atteint Cagliari.
Le 6 avril 1942 (alors qu'il a pour commandant le capitaine de corvette Giulio Contreas), il prend en filature un croiseur, mais il ne peut pas attaquer à cause du mauvais temps.
Le 27 mai (il est alors commandé par le lieutenant de vaisseau Pasquale Gigli), au large du cap Caxime, il est attaqué par un avion qui le mitraille et le vise avec quatre bombes. Le Argo repousse l'avion avec ses mitrailleuses mais est endommagé, pas gravement mais suffisamment pour devoir revenir à sa basee,. Au cours du voyage de retour, le 28, il est attaqué par un groupe d'hydravions Short Sunderland, mais il réagit par ses moyens anti-aériens et réussit à abattre un des avions et à mettre les autres en déroute. Il subit cependant de graves dommages, parmi lesquels une fuite et une bombe qui, sans exploser, est resté coincer dans la coque (et pouvait exploser à tout moment). Quelques heures plus tard, le sous-marin est de nouveau attaqué par un avion Lockheed Hudson qui lui lance quelques bombes. Le Argo réussit cependant à riposter et à endommager l'avion, le forçant à partir, puis il arrive le 30 à Cagliari.
Après les travaux de réparation nécessaires, il retourne aux missions de guerre et le 13 septembre 1942, alors qu'il navigue près du Cap Carbon (juste après la fin des travaux), il est de nouveau attaqué par un Sunderland et échappe à l'attaque en plongeant.
Le 12 novembre 1942, dans la nuit, il pénètre dans la rade de Bougie mais il doit rester deux heures sur le fond pour l'observation de deux corvettes. Puis il remonte à la surface et lance deux paires de torpilles contre autant de navires au mouillage qui sont touchés, et coulent le navire antiaérien Tynwald de 2 376 tonneaux et le grand navire à moteur Awatea de 13 482 tonneaux,, (bien que le naufrage du Awatea ne doit pas être considéré comme un succès du Argo, car le navire avait déjà été réduit en épave par les attaques aériennes de la Luftwaffe).
Le 1er janvier 1943, au large de  Bona, il tente d'attaquer un navire à vapeur qui fait partie d'un convoi, mais doit lancer quatre torpilles de 2 500 mètres en raison de la réaction des deux unités d'escorte, la cible n'est pas atteinte) Six jours plus tard, envoyé en reconnaissance dans la rade de Bougie, il détecte vers minuit une formation composée de deux croiseurs et de quatre destroyers, il s'approche jusqu'à 1 800 mètres et lance quatre torpilles contre un des croiseurs sans le toucher, ayant dû plonger parce qu'un des destroyers a essayé de l'éperonner, et est légèrement endommagé par des grenades sous-marines,.
Le 19 juin, alors qu'il se trouve juste à la sortie de la rade de Bougie (sous le commandement du lieutenant de vaisseau Arcangelo Giliberti), il se retrouve au milieu d'un convoi entrant. Il attaque d'abord un pétrolier en lançant des torpilles depuis les tubes d'étambot, évité par le navire grâce à des manœuvres d'évitement, puis il lance quatre torpilles contre un groupe de navires marchands en annonçant trois salves, deux simultanées et une peu après. Aucun dommage n'a toutefois été signalé. Le sous-marin repart en immersion en étant recherché par l'escorte, qui toutefois ne le repère pas et ne lance pas de grenades sous-marines,.
Le 11 juillet, alors qu'il se trouve à l'est des côtes siciliennes, il récupère un canot pneumatique avec l'équipage d'un avion allemand qui s'était écrasé en mer et peu après,  à 11h55, il aperçoit un convoi se dirigeant vers Augusta, mais il ne peut pas l'attaquer car il est trop loin. Il tourne donc son attention vers les navires d'escorte et, à partir de 4 000 mètres, il lance sans succès quatre torpilles contre un croiseur de la sous-classe Southampton, subissant une forte poursuite avec des grenades sous-marines qui ne lui ont cependant causé presque aucun dommage,.
L'armistice du 8 septembre 1943 (Armistice de Cassibile) le surprend au chantier naval de Monfalcone, où il est en service, et le 11 septembre 1943, ne pouvant plus partir, il est coulé par son équipage. Renfloué par les Allemands et employé comme barge de transport, il est démantelé après la guerre,.
Rien qu'en Méditerranée, il avait effectué 14 missions offensives-exploratoires et 17 missions de transfert, couvrant 12 844 milles nautiques (23 787 km) en surface et 1 675 milles nautiques (3 103 km) sous l'eau.
| Date              | Navire        | Nationalité              | Tonnage en tonneaux de jauge brute | Notes     |
| ----------------- | ------------- | ------------------------ | ---------------------------------- | --------- |
| 1er décembre 1940 | NCSM Saguenay | Marine royale canadienne | 1 358                              | Endommagé |
| 5 décembre 1940   | Silverpine    | Royaume-Uni              | 5 066                              | Coulé     |
| 11 novembre 1942  | Tynwald       | Royaume-Uni              | 2 376                              | Coulé     |
| 11 novembre 1942  | Awatea        | Royaume-Uni              | 13 482                             | Coulé     |